# Zoe Indijanci
Zoe (pl. Zoes), pleme Taracahitian Indijanaca nastanjeno nekada u području rijeke Río Fuerte duž granice Sinaloe i Chihuahue u Meksiku. Zoe su se sastojali od dva ogranka, Zoe vlastiti i Baimena na jugu Zoe-teritorija. Ime im je došlo (kako kaže Buelna 1891.) od 'tzoi' u značenju 'vosak', 'smolasto drvo'. 
Prema tradiciji (Ribas u Hist. Trium, 145, 1645) oni su u ovaj kraj došli sa sjevera zajedno s Ahome Indijancima. Oba plemena očuvala su međusobno prijateljstvo. Zoe su se nastanili na obroncima Sierre u naselju istog imena na izvorima Rio del Fuerte. U doticaju s misionarima preseljeni su na druigi dio rijeke, gdje je smješteno cijelo pleme u novoosnovanom naselju.
Srodni su po jeziku Comanito Indijancima. Nestali su.

## Vanjske poveznice
Choix (1916)  Arhivirana inačica izvorne stranice od 28. rujna 2007. (Wayback Machine)